# La Merced, Chiapas
La Merced är en ort i Mexiko.   Den ligger i kommunen Chenalhó och delstaten Chiapas, i den sydöstra delen av landet, 700 km öster om huvudstaden Mexico City. La Merced ligger 1 475 meter över havet och antalet invånare är 132.
Terrängen runt La Merced är kuperad åt sydost, men åt nordväst är den bergig. Runt La Merced är det ganska tätbefolkat, med 134 invånare per kvadratkilometer. Närmaste större samhälle är Pantelhó, 18,7 km öster om La Merced. Omgivningarna runt La Merced är en mosaik av jordbruksmark och naturlig växtlighet.